# Vlaamse Scholierenkoepel
De Vlaamse Scholierenkoepel vzw is de koepel van leerlingenraden en de officieel erkende spreekbuis van middelbare scholieren in Vlaanderen. Het is een vereniging voor en door scholieren uit het secundair onderwijs en wil ervoor zorgen dat scholieren betrokken worden bij het onderwijs(beleid). De vereniging ontstond in 1997. Sinds 1999 wordt de koepel door de Vlaamse overheid als gesprekspartner namens de scholieren erkend en gefinancierd.
Anno 2017 vertegenwoordigt de koepel meer dan 750 leerlingenraden uit het algemeen secundair (aso), technisch secundair (tso), kunstsecundair (kso), beroepssecundair onderwijs (bso) en het thuisonderwijs. De vereniging is netoverschrijdend met vertegenwoordigers uit de verschillende onderwijsnetten in Vlaanderen.
De Scholierenkoepel is vertegenwoordigd in de Vlaamse Onderwijsraad (VLOR) en zetelt er in de Algemene Raad en in de Raad Secundair Onderwijs.

## Geschiedenis
Door de Vlaamse Vereniging van Studenten (VVS), de koepelvereniging van studenten uit het hoger onderwijs, werd op 26 november 1997 een vergadering georganiseerd, waarop alle leerlingenraden uit het secundair onderwijs in Vlaanderen werden uitgenodigd. VVS, die zich verzette tegen de toegangsbeperkingen voor het hoger onderwijs, ergerde zich eraan dat studenten die niet door een toelatingsexamens geraakten, niet georganiseerd waren en dus ook geen oppositie konden bieden. Toen eind 1997 minister van Onderwijs Vandenbossche het secundair onderwijs wilde saneren, vond de VVS de tijd rijp om een scholierenafdeling te op te richten.

### Oprichting van de Vlaamse Scholierenkoepel
De jongeren die op de startvergadering aanwezig waren, beslisten tot de oprichting van de “Vlaamse Scholierenkoepel vzw”. De Scholierenkoepel was geboren. De organisatie zou van bij de aanvang autonoom werken. Wel kon de Scholierenkoepel tijdens de eerste jaren steunen op praktische hulp van het secretariaat van VVS.

### Erkenning van de Vlaamse Scholierenkoepel
Toen in 2000 het decreet van 30 maart 1999 van kracht werd dat de Scholierenkoepel erkent en subsidieert, scheidden de wegen van beide organisaties en kon de Scholierenkoepel zich van dan af een autonome organisatie van scholieren noemen.
De Scholierenkoepel werkt netoverschrijdend: de leden komen uit alle netten (vrij, stedelijk en gemeentelijk, provinciaal en gemeenschapsonderwijs).
De organisatie werd vroeger ook VSK genoemd. Op 11 oktober 2023 verdween deze afkorting en kreeg de organisatie een nieuwe huisstijl. Sindsdien kort de Vlaamse Scholierenkoepel haar naam simpelweg af tot Scholierenkoepel.

## Bestuur
De Vlaamse Scholierenkoepel wordt volledig bestuurd door scholieren uit het middelbaar onderwijs. Ze maken deel uit van zowel de raad van bestuur als de algemene vergadering. De huidige voorzitter is Gabriel Leka.

## Werking
De Vlaamse Scholierenkoepel organiseert workshops en discussiebijeenkomsten, verstrekt advies en leermateriaal over rechten van leerlingen, inspraak op school, en jongerenproblematiek. De Scholierenkoepel geeft ook een Leerlingenkaart uit. Ten aanzien van de digitalisering van het onderwijs en met name Smartschool pleit de koepel voor duidelijke afspraken na inbreng van de leerlingen. Daarnaast zet ze zich in voor het recht op onderwijs, onder andere door te pleiten voor een meer betaalbaar onderwijs.